# Plattform für nachhaltiges Finanzwesen
Die Plattform für nachhaltiges Finanzwesen (Abkürzung PSF von englisch Platform on Sustainable Finance) ist eine permanente Expertengruppe der Europäischen Kommission, die gemäß Artikel 20 der Taxonomie-Verordnung eingesetzt wurde, um die Kommission bei der Entwicklung ihrer nachhaltigen Finanzpolitik zu unterstützen, insbesondere bei der Weiterentwicklung der EU-Taxonomie. Die Plattform ist ein beratendes Gremium, das den Vorschriften der Europäischen Kommission für Expertengruppen unterliegt. Die Eröffnungssitzung fand am 15./16. Oktober 2020 statt.
Ihre Aufgabe besteht darin, die Europäische Kommission bei der Weiterentwicklung der EU-Taxonomie zu beraten und bei der Vorbereitung delegierter Rechtsakte zur Umsetzung der EU-Taxonomie zu unterstützen.
Die PSF ist nicht zu verwechseln mit der International Platform on Sustainable Finance (IPSF).

## Hauptaufgaben
Aktuell stehen 4 Hauptaufgaben im Fokus:
- Beratung zu den technischen Bewertungskriterien für die EU-Taxonomie, einschließlich der Anwendbarkeit der Kriterien
- Beratung bei der Überarbeitung der Taxonomie-Verordnung und zur Abdeckung anderer Nachhaltigkeitsthemen (z. B. sozialer Ziele und Tätigkeiten, die die Umwelt erheblich schädigen)
- Beobachtung und Berichterstattung über Kapitalströme in nachhaltige Investitionen
- Beratung der Kommission zu einer Politik der nachhaltigen Finanzierung im weiteren Sinne

## Organisation
Die Plattform ist auf unbegrenzte Zeit angelegt. Die Expertengruppe besteht aus 57 Mitgliedern und 11 Beobachtern, unterstützt von 6 Untergruppen (sub groups):
1. Technical Working Group ‚Technische Arbeitsgruppe‘: Diese Untergruppe wird durch 10 Branchengruppen (sector teams) unterstützt.
2. Advise on Regulation Review ‚Vorschläge zur Überarbeitung der Regulierung‘
3. Advise on extension of Taxonomy to significantly harmful and low impact activities ‚Vorschläge zur Erweiterung der Taxonomie‘
4. Advise on extension of Taxonomy to social objectives ‚Beratung bzgl. der Ausweitung der Taxonomie auf soziale Ziele‘
5. Advise on data availability & usability of criteria ‚Beratung zu Verfügbarkeit von Daten & Anwendbarkeit von Kriterien‘
6. Monitoring capital flows to sustainable investments ‚Beobachtung der Kapitalströme in nachhaltige Investitionen‘

Die Plattform wird von einem Vorsitzenden geleitet. Die Kommission hat Nathan Fabian, Chief Responsible Investment Officer, von Principles for Responsible Investment (PRI) zum Vorsitzenden der Plattform ernannt.